# سن-گوبن

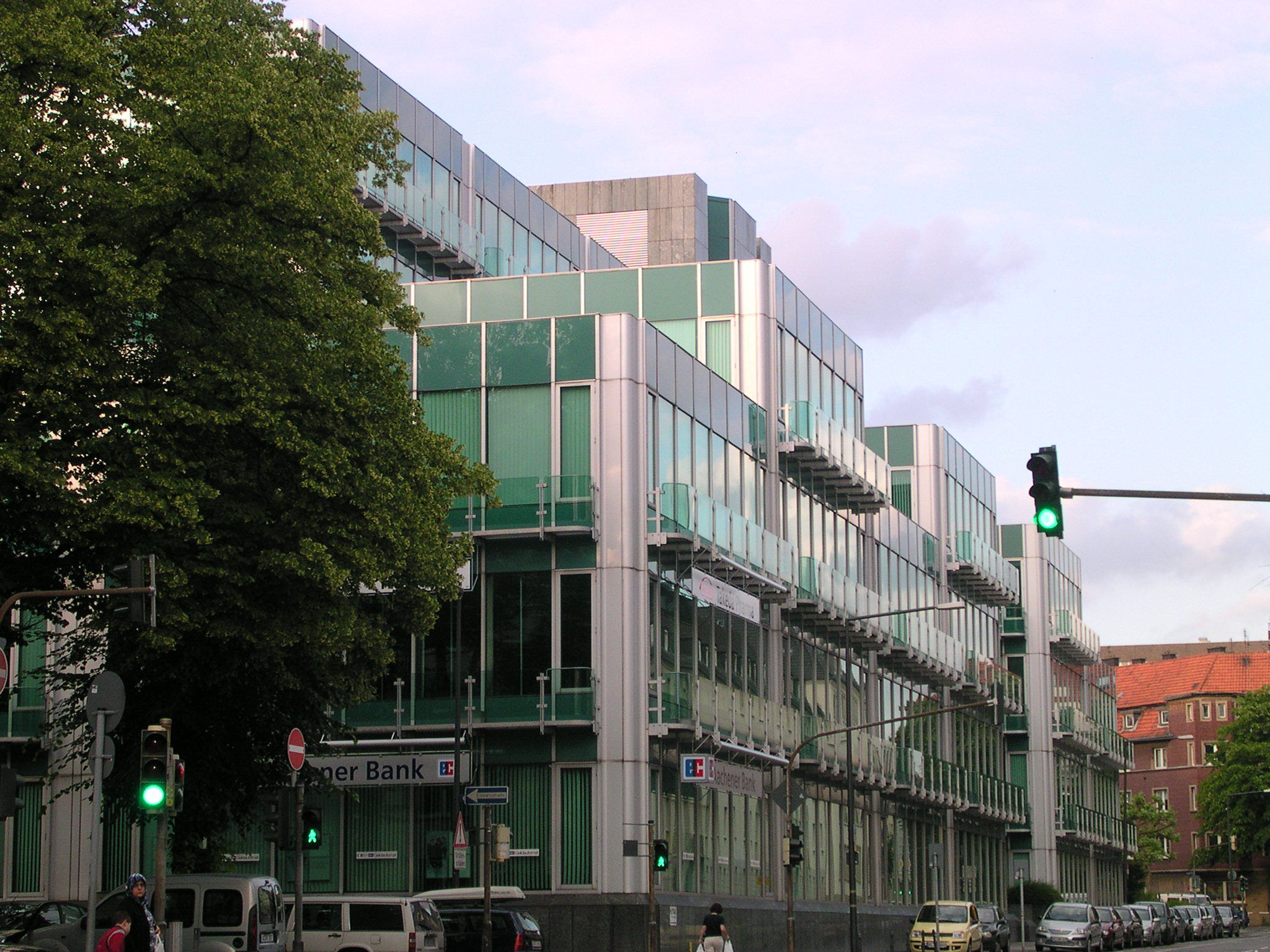
ساختمان مرکزی شرکت سن-گوبن در شهر کوربوآ، فرانسه

سن-گوبن (به فرانسوی: Saint-Gobain) شرکت فرانسوی و چندملیتی تولید کننده مصالح ساختمانی است، که در سال ۱۶۶۵ در شهر پاریس تأسیس شد و هم‌اکنون دفاتر مرکزی آن در حومه پاریس، در منطقه لدفانس و نیز در شهر کوربوآ، فرانسه مستقر می‌باشند.
شرکت سن-گوبن در ابتدا تنها یک شرکت سازنده آینه بود، که امروزه با گذشت بیش از ۴ قرن از آغاز فعالیت، تولید کننده طیف وسیعی از مواد و مصالح ساختمانی می‌باشد.